# Larbre Compétition
Larbre Compétition ist ein französisches Motorsportteam, das 1988 von Jack Leconte gegründet wurde und seinen Sitz am Circuit du Val de Vienne in La Vigeant hat.

## Geschichte
Larbre ist im Bereich Gran Turismo aktiv und kann im Porsche Carrera Cup, der französischen GT-Meisterschaft und der FIA-GT-Meisterschaft Erfolge vorweisen. Beim 24-Stunden-Rennen von Le Mans konnte das Team bis einschließlich 2012 sechs Klassensiege erzielen.
Nachdem Larbre 2000 die N-GT-Klasse in der FIA-GT-Meisterschaft mit Porsche gewonnen hatte, setzte das Team in den beiden folgenden Jahren Chrysler Viper GTS-R ein. Larbre gewann 2001 und 2002 nicht nur die Teamwertung der Meisterschaft, sondern wurde in beiden Jahren auch Gesamtsieger des 24-Stunden-Rennens von Spa-Francorchamps.
In den Jahren 2004 und 2005 setzte Larbre GT-Fahrzeuge des Typs Ferrari 550 Maranello ein, die vom englischen Unternehmen Prodrive entwickelt wurden. 2006 und 2007 wechselte das Team auf die neuen Aston Martin DBR9, die ebenfalls Entwicklungen von Prodrive waren.
Von 2008 bis 2010 war der Saleen S7-R das bevorzugte Einsatzfahrzeug von Larbre. Beim 24-Stunden-Rennen von Le Mans 2010 wurde der Saleen mit den Fahrern Roland Bervillé, Julien Canal und Gabriele Gardel der letzte Sieger der GT1-Wertung, bevor diese im Folgejahr nicht mehr ausgeschrieben wurde.
Ab 2011 konzentrierte sich Larbre Compétition in internationalen Rennserien hauptsächlich auf den Einsatz von Chevrolet Corvette C6.R in der neuen GT-Kategorie GTE.

## Galerie

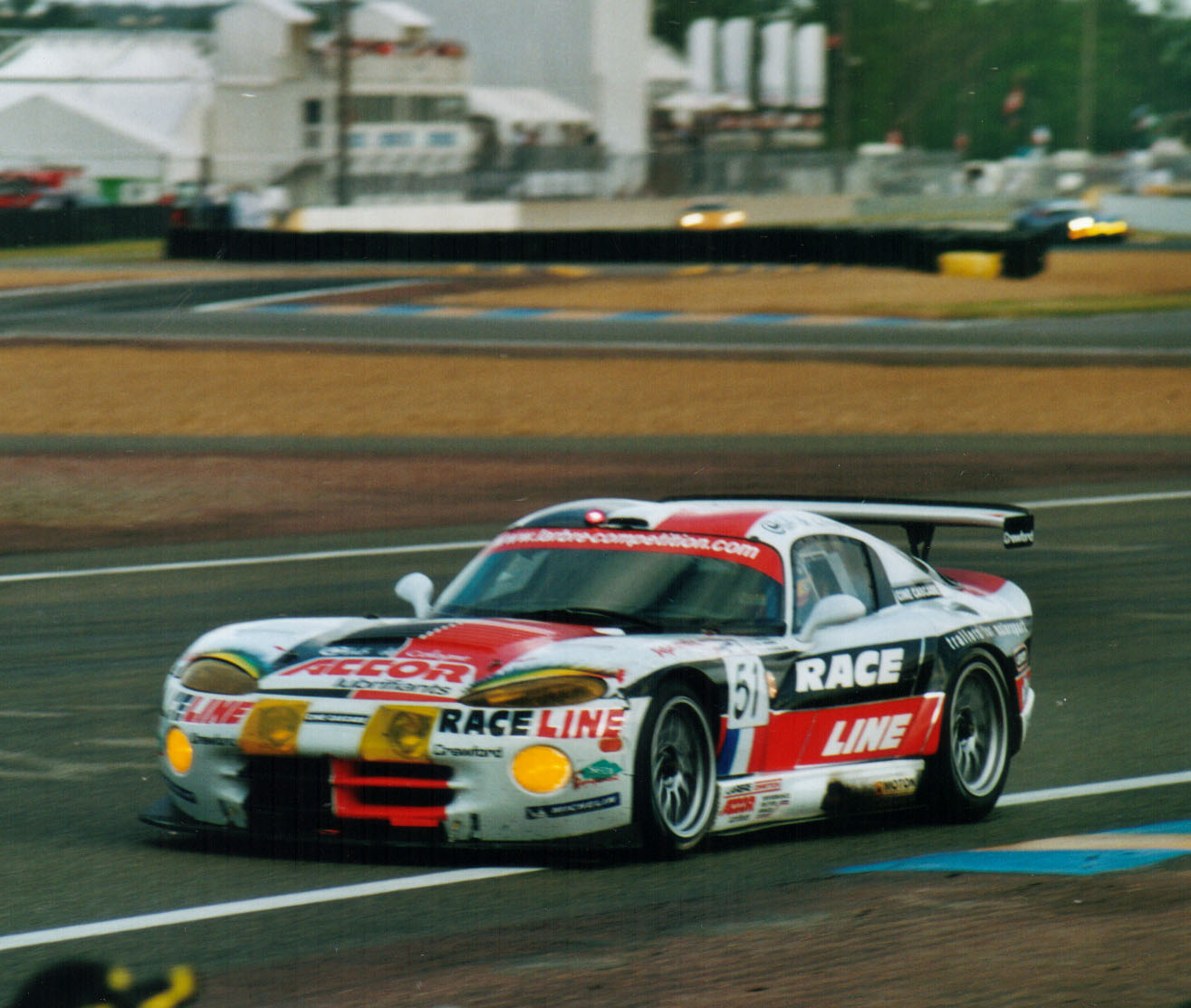
Eine Chrysler Viper GTS-R, die das Team von 2001 bis 2003 einsetzte.
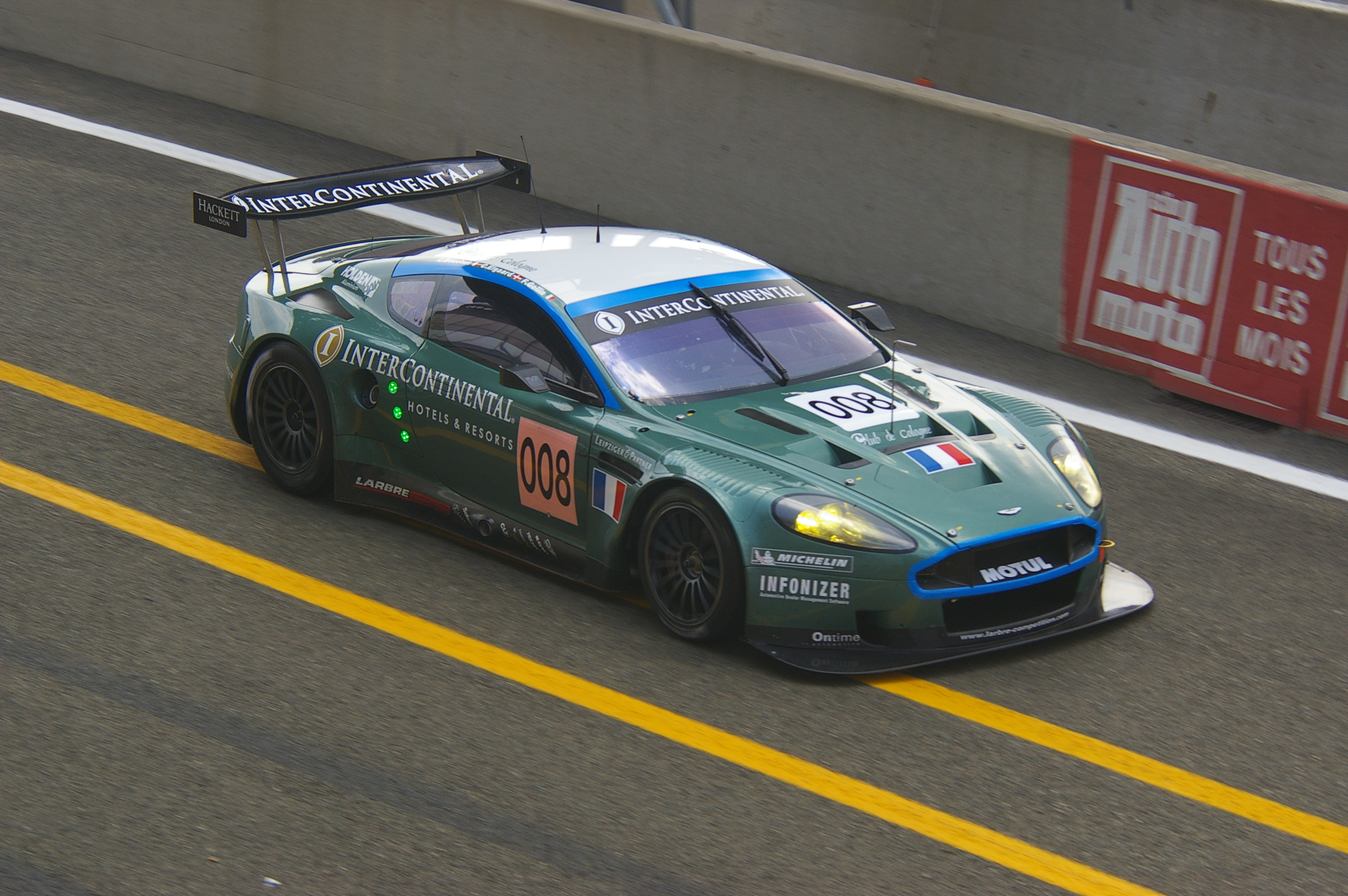
Der Aston Martin DBR9 von Larbre beim 24-Stunden-Rennen von Le Mans 2007.
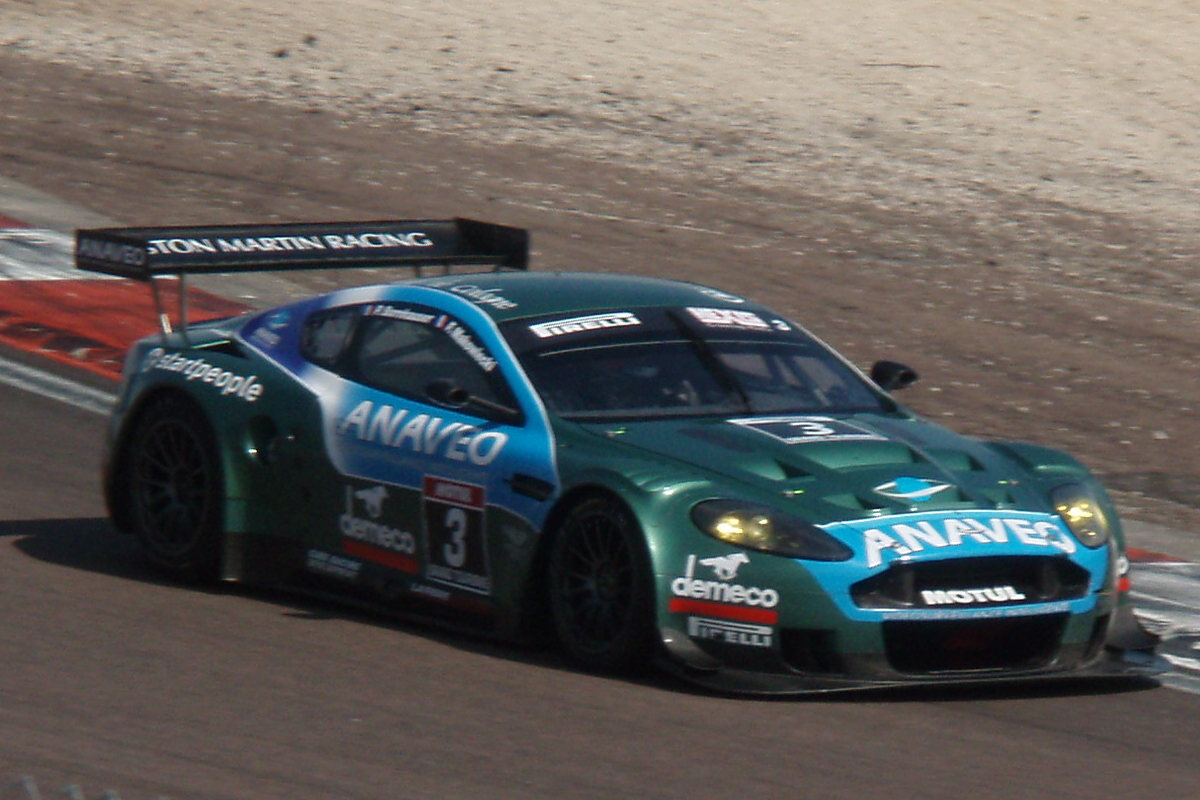
Ein Aston Martin DBR9 bei einem Lauf der französischen GT-Meisterschaft in Dijon-Prenois 2007.
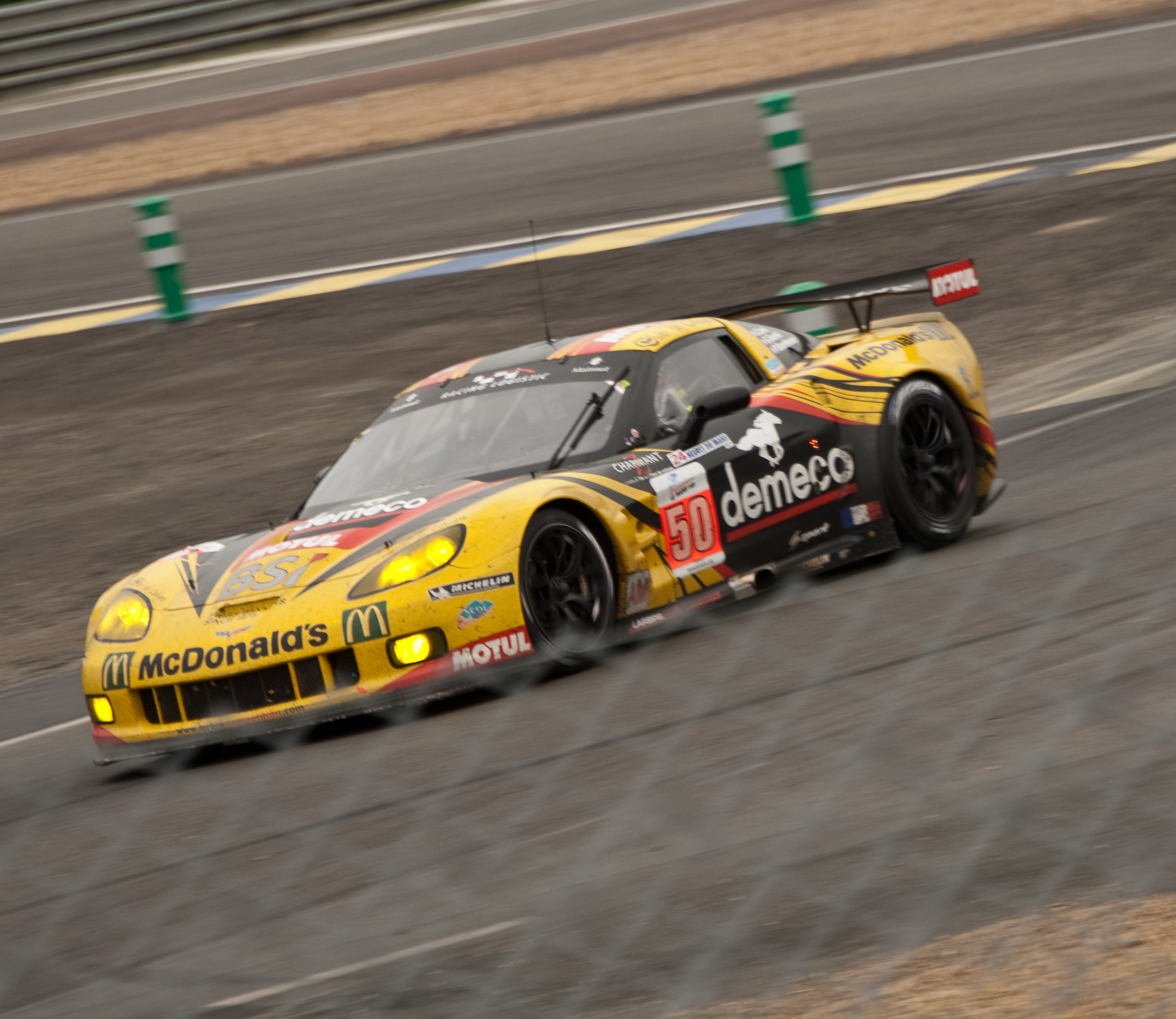
Die Corvette C6.R der GTE-Am-Kategorie beim 24-Stunden-Rennen von Le Mans 2011.
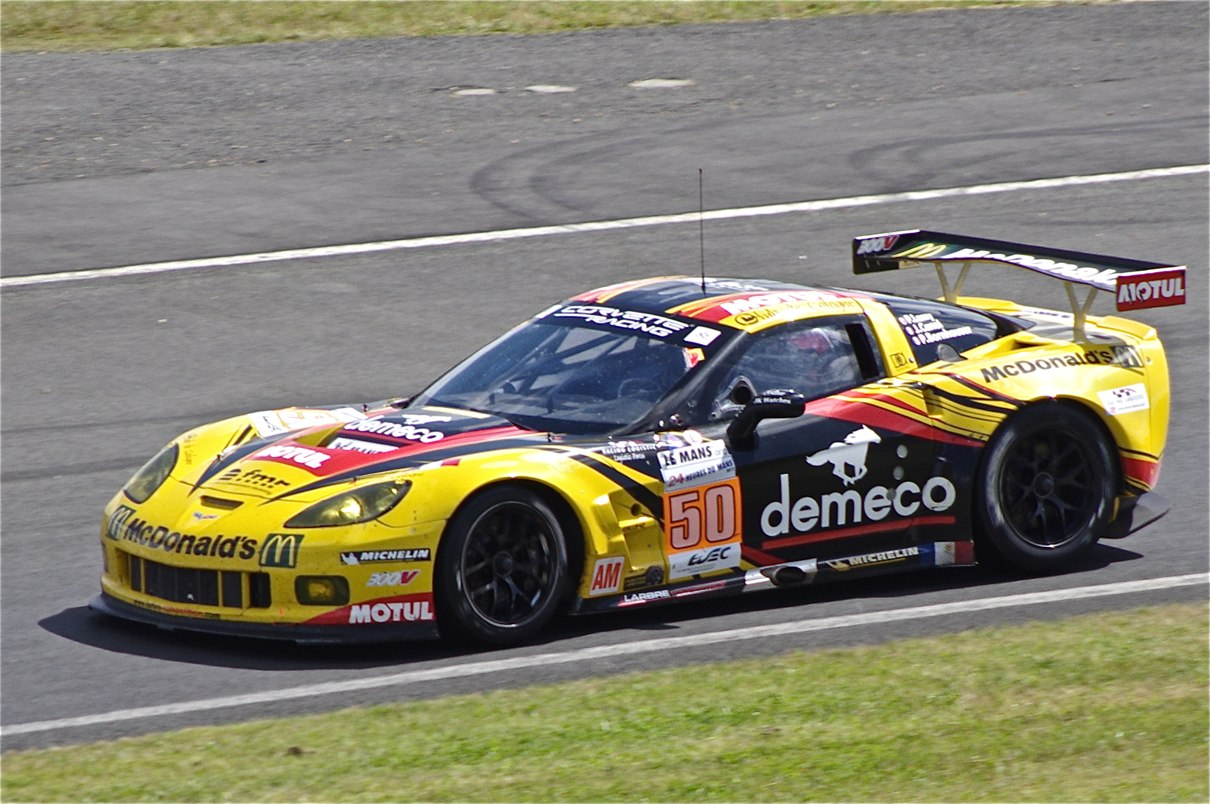
Das Klassensiegerfahrzeug der GTE-AM-Wertung von Larbre in Le Mans 2012.
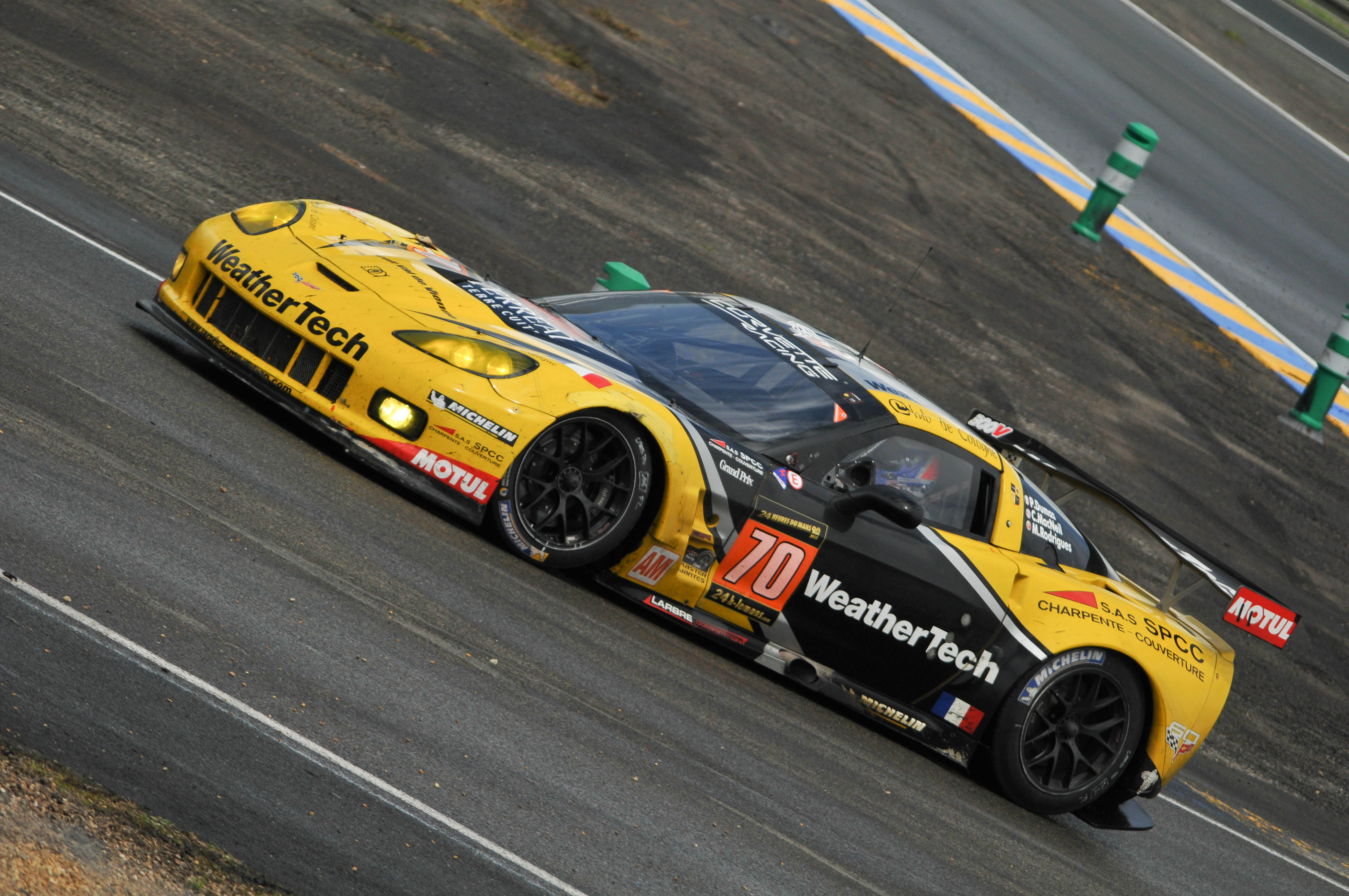
Eine der beiden Corvette C6.R von Larbre Compétition in Le Mans 2013.
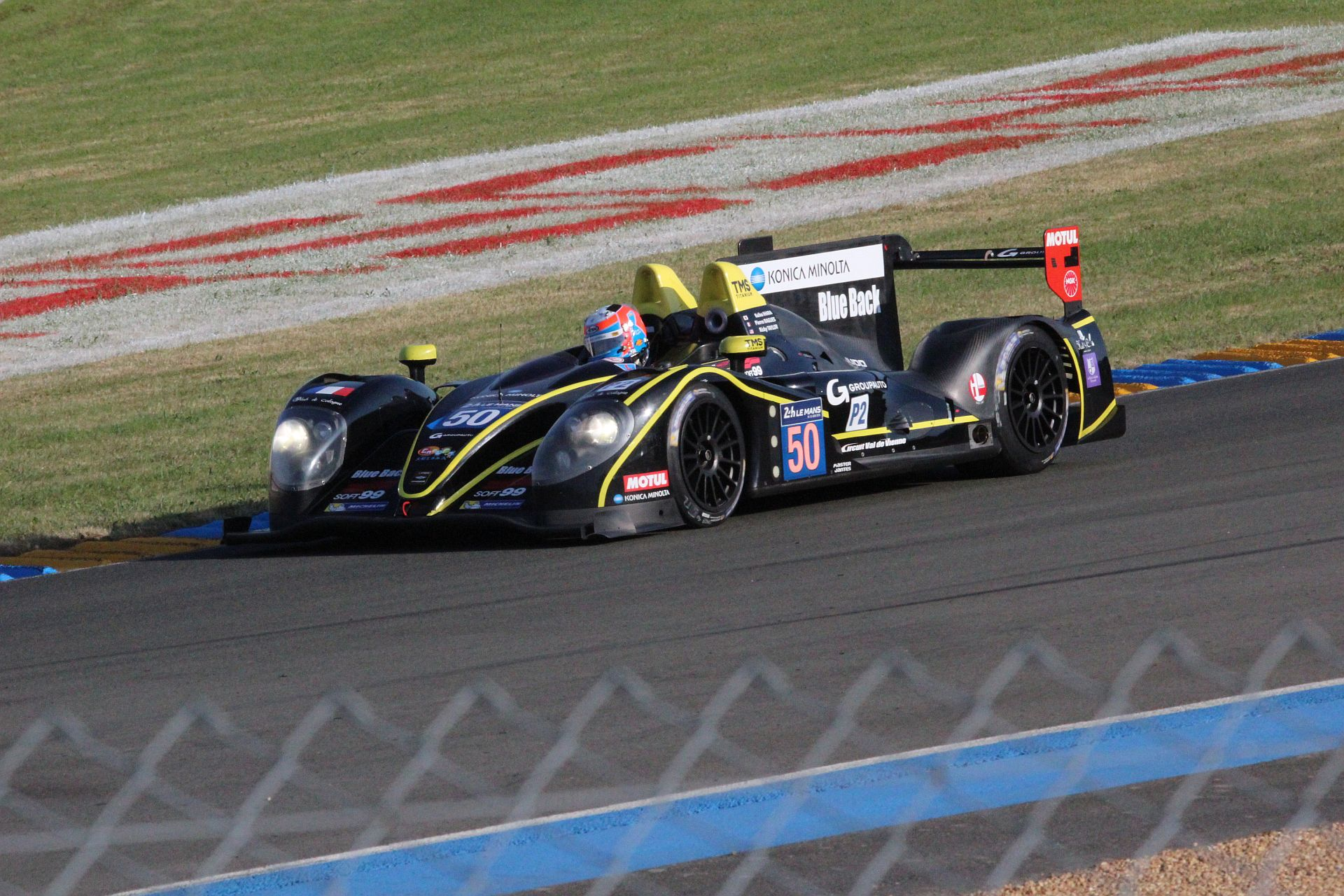
Ein Morgan der LMP2-Kategorie mit einem Judd HK 3.6L V8 in Le Mans 2014